# فرانك هادن
فرانك هادن (بالإنجليزية: Frank Hadden)‏ هو لاعب اتحاد الرغبي بريطاني، ولد في 14 يوليو 1954 في دندي في المملكة المتحدة.